# スキャゥルファンダフリョゥト
スキャゥルファンダフリョゥト(Skjálfandafljót)は、アイスランドの北部を流れる川である。
長さは178kmで、国内で4番目の長さとなっている。
ゴーザフォス滝はこの川の途中にあり、そこでは川の水が12mの落差、30m以上の幅で流れ落ちている。

## 参考サイト

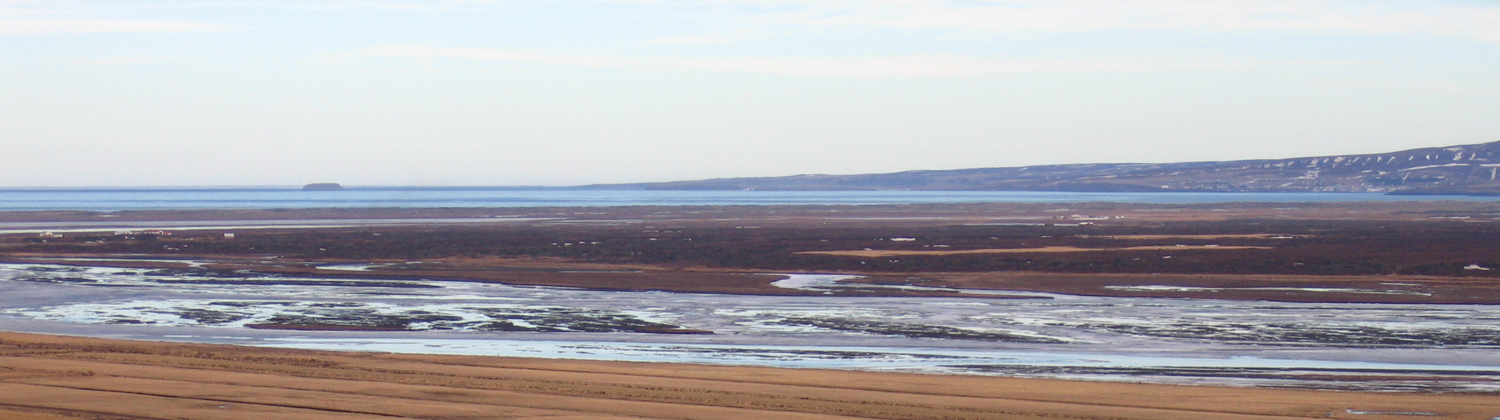
スキャゥルファンダフリョゥト。

- ツーリスト・スポット徹底ガイド「スプレンギサンドゥル内陸路」
- ツーリスト・スポット徹底ガイド・南シンクエイ「ゴーザフォス」
- アイスランドの河川

（アイスランド観光文化研究所サイト内）（日本語）
座標: 北緯65度59分 西経17度38分 / 北緯65.983度 西経17.633度